# Leendert Marinus Moermond
Leendert Marinus Moermond (Zierikzee, 29 maart 1916 – aldaar, 3 december 2007) was een Nederlands politicus, die actief was voor de Vrijzinnige Kiesvereniging Dreischor en later de VVD.
Na de ulo haalde hij in 1936 zijn onderwijzersakte aan de rijkskweekschool in Zierikzee. Het lukte hem toen niet om een baan in het onderwijs te vinden, en ging toen in militaire dienst en tekende later nog bij. In juli 1940 ging hij werken op de boerderij van zijn schoonvader, L.J. Mol (1887-1947), die sinds 1939 burgemeester van Dreischor was. Moermond werd brandweercommandant van Drieschor en kwam in 1954 namens de Vrijzinnige Kiesvereniging Dreischor in de gemeenteraad. Hij is achterelkaar bijna 18 jaar wethouder geweest; eerst zeven jaar van Dreischor, en nadat Dreischor in 1961 opging in Brouwershaven, was hij namens de VVD wethouder van die gemeente. Van 1970 tot 1974 was hij tevens lid van de Provinciale Staten van Zeeland. In september 1972 verliet Moermond Schouwen-Duiveland omdat hij benoemd was tot burgemeester van Westkapelle. In april 1981 ging hij daar met pensioen en eind 2007 overleed hij op 91-jarige leeftijd.